# أنواع مهددة بالانقراض
الأنواع المهددة بالانقراض (endangered species) هي أنواع الحيوانات والنباتات التي تواجه خطر الانقراض. ويقدر العلماء أن أكثر من 8300 نوع نباتي و 7200 نوع حيواني حول الكوكب مهددة بالانقراض وتوجد غالبية هذه الأنواع في المناطق الاستوائية والبلدان النامية. وهناك آلاف أخرى تنقرض كل سنة قبل أن يكتشفها علماء الحياة.

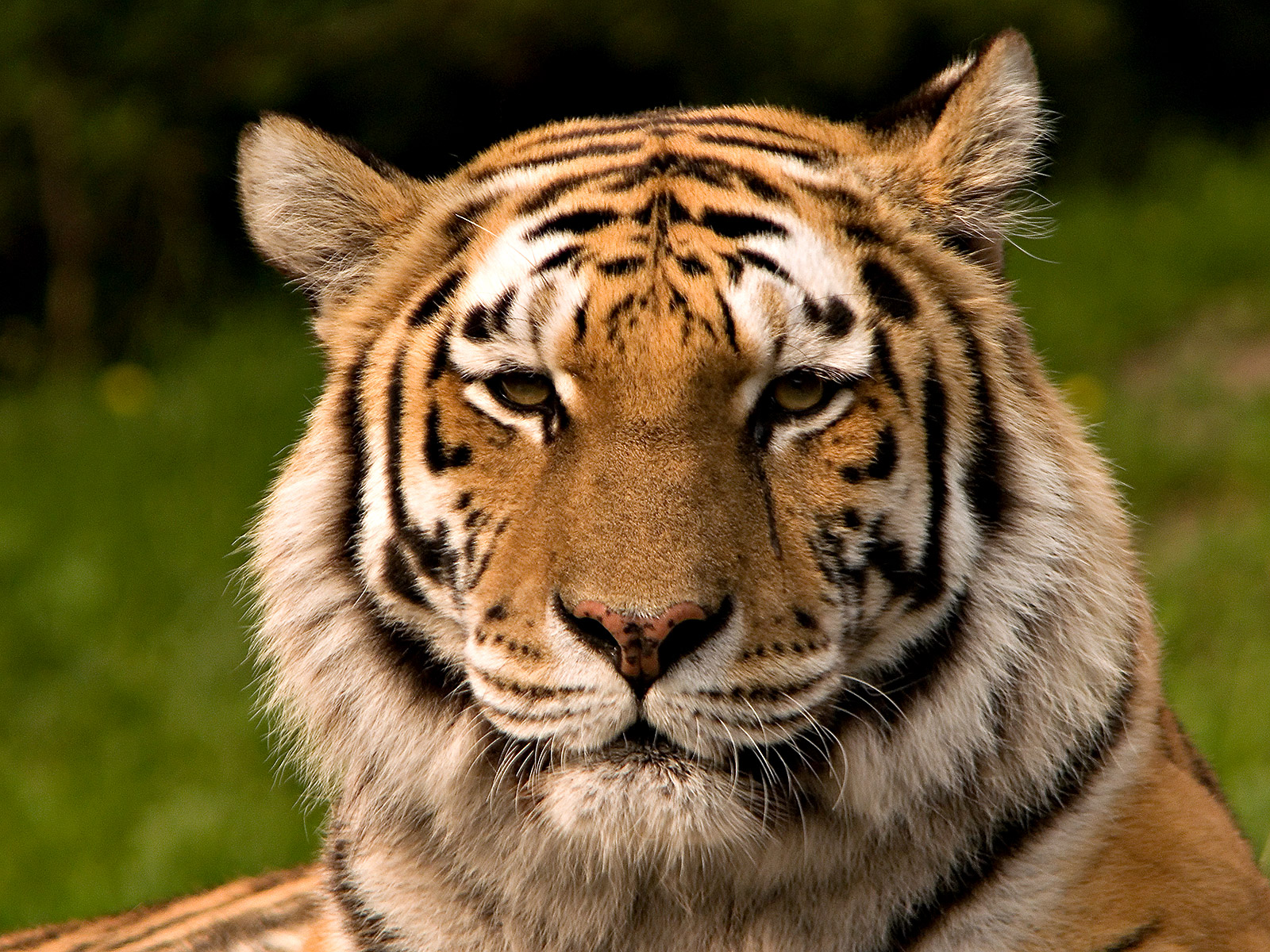
ببر حيوان مهدد بالانقراض

الانقراض (Extinction) عملية طبيعية خلال مسيرة التطور. تطورت الأنواع واختفت ببطء خلال الأزمنة الجيولوجية نتيجة التغيرات المناخية وعدم قدرتها على التكيف مع علاقات التنافس والافتراس. ولكن منذ بداية القرن السابع عشر ازداد معدل الانقراض بشكل ملحوظ بسبب الزيادة في عدد سكان العالم واستهلاك الإنسان للموارد الطبيعية. حالياً معظم المواطن تتغير بسرعة أكبر مما تستطيع معظم الأنواع التأقلم معه من خلال عملية التطور أو الاصطفاء الطبيعي. إن معدل الانقراض العالمي الحالي هو أكبر من معدل الانقراض الطبيعي بشكل مقلق. العديد من علماء الحياة يعتقدون أننا في وسط أكبر انقراض جماعي (Mass extinction) منذ انقراض الديناصورات منذ 65 مليون سنة.

## حجم المشكلة

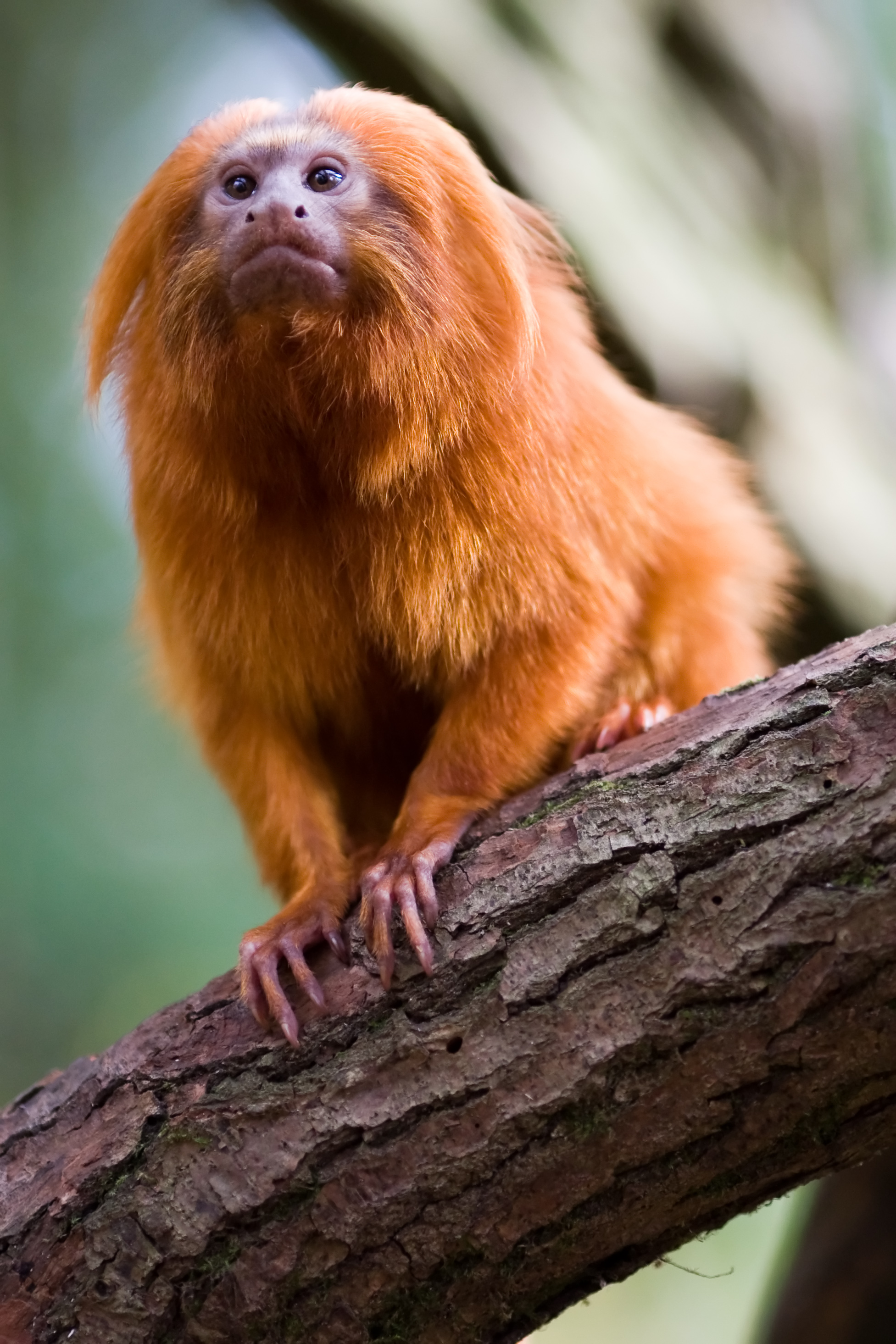
طمارين أسدي مذهب أحد أنواع القردة المهددة بالانقراض المحفوظة من الانقراض في البرازيل.

يقدر العلماء أن العالم يفقد ما بين خمسين ألف ومئة ألف نوع من المخلوقات كل عام وقد صرح أحد علماء الحياة أن معدل انقراض الأنواع بلغ ضعف ما كانت تذهب إليه تقديرات الخبراء قبل أربعة أعوام فقط. بينما أشار أحد التقارير البيئية إلى أن معدل تناقص الأنواع هذا لم يحصل في الأرض منذ خمس وستين مليون سنة، حين انقرضت الديناصورات وبهذه الوتيرة فنحن ربما نكون نقترب من حالة انقراض جماعية مماثلة لما وقع من قبل وإذا لم يتم وقف التدهور الحالي الحاصل في البيئة، فإن العالم سيفقد وإلى الأبد نحو خمسة وخمسين في المئة من الكائنات خلال فترة تتراوح ما بين خمسين ومئة عام من الآن وقد سبق أن حصلت في الماضي وتيرة خسائر مماثلة في التنوع الحيوي، ونجمت عن تلك الكوارث آثار وخيمة انعكست على الأنواع التي أفلتت من الانقراض.
وعلى مدى الأعوام الثلاثين القادمة، يتوقع العلماء انقراض نحو ربع الثدييات المعروفة وعشر أصناف الطيور المسجلة نتيجة للتغير المناخي المطرد والفقد في مواطنها الطبيعية. كما يتوقعون أن عددا كبيرا من الحشرات والدود والعناكب تشرف أيضا على الانقراض. وعندما تنقرض أصناف من الكائنات فإنها تخلف ثغرة في المنظومة البيئية، وربما تؤثر في وعينا ببيئتنا. لكن هذا ليس كل شيء، فكل كائن ينقرض، يأخذ معه ثروة من المعلومات. عندما يموت آخر فرد في صنف من الكائنات، نفقد كل المعلومات عن عمليات التكيف التي تراكمت على مدار ملايين السنين. وسيكون إهمالا بالغا منا أن نسمح بفقد هذه المعلومات (حقائق وأرقام):
- 5.3 مليار هو عدد سنوات التطوّر للوصول إلى التنوّع البيولوجي الحالي.
- 13–14 مليون هو العدد الإجمالي للأنواع التي يُقدّر وجودها.
- 12%–13% هو النسبة المئوية للأنواع المدروسة.
- 816 هو عدد الأجناس التي سُجّل انقراضها خلال الخمسة قرون الأخيرة بمفعول الأنشطة البشرية.
- 1 من 4 هو نسبة أنواع الثدييات التي تواجه خطر الانقراض في القريب العاجل.
- 1 من 7 هو نسبة الأنواع النباتية التي تواجه خطر الانقراض في القريب العاجل.
- 1 من 8 هو نسبة أنواع الطيور التي تواجه خطر الانقراض في القريب العاجل.
- أكثر من 200 مليار دولار أمريكي من القيمة المُقدّرة للتجارة الدولية سنوياً في مجال الحياة البرية.

## الأسباب

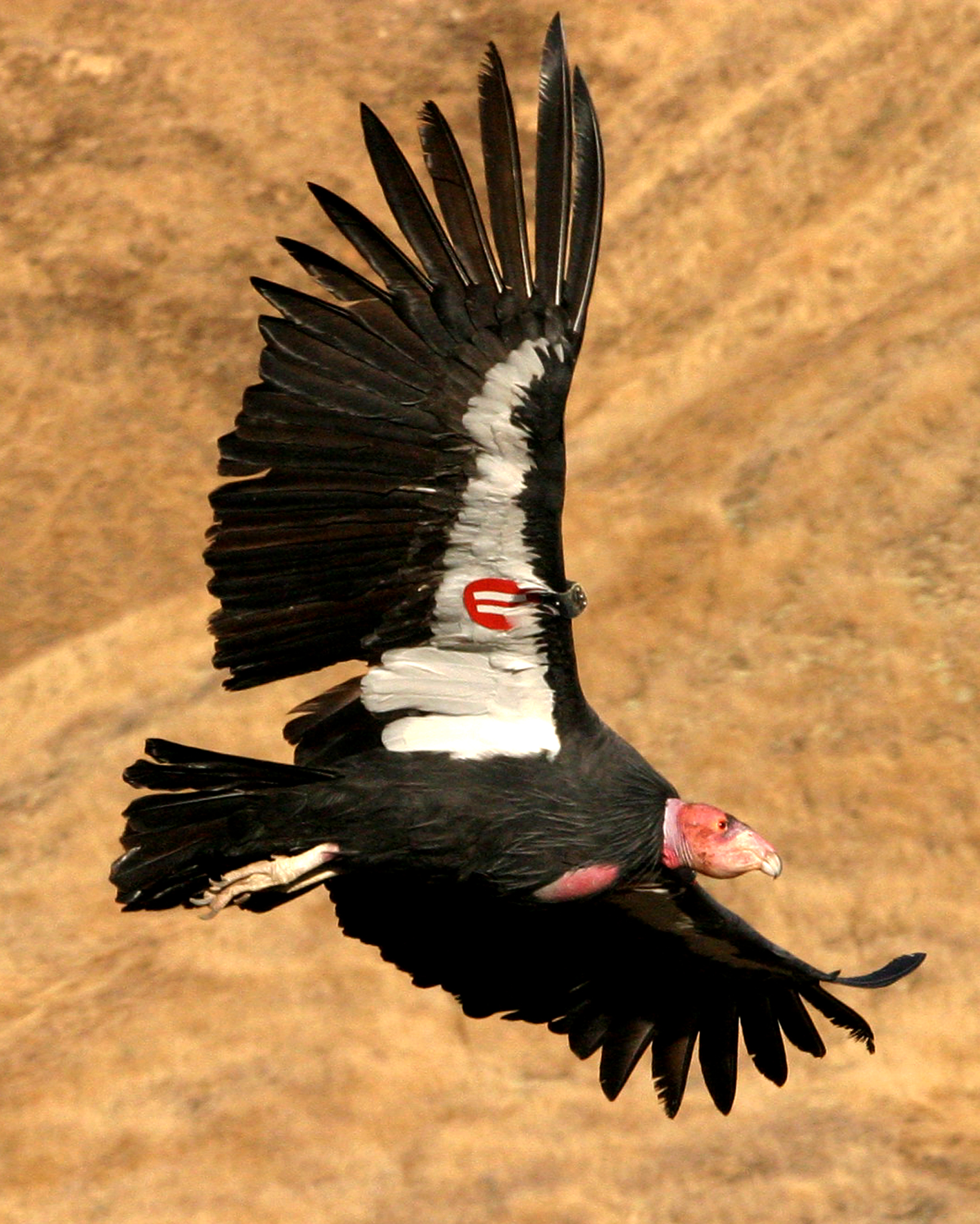
كندور كاليفورنيا من الأنواع المهددة بالانقراض.

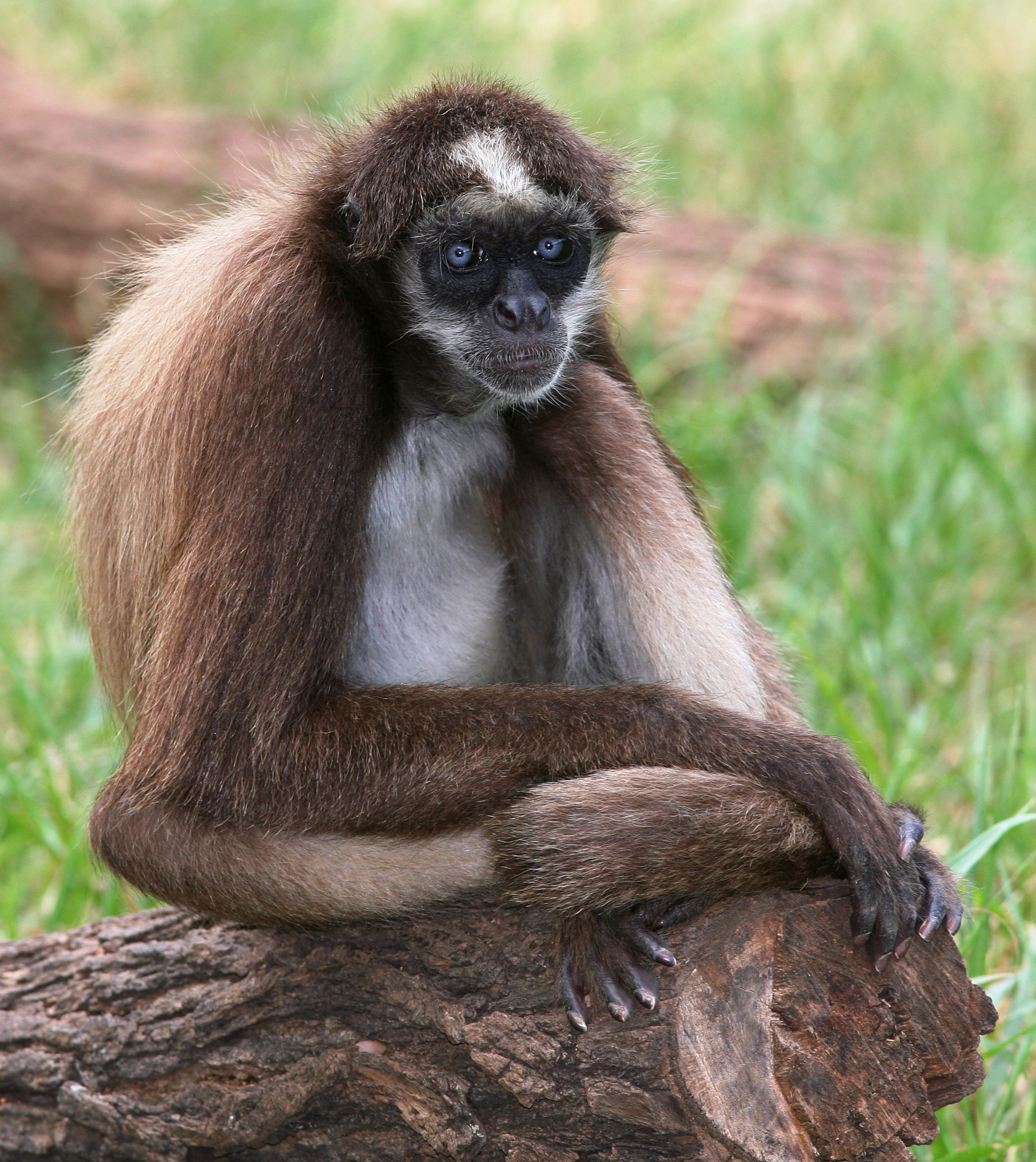
سعدون العنكبوت البني، من الثدييات المهددة بالانقراض

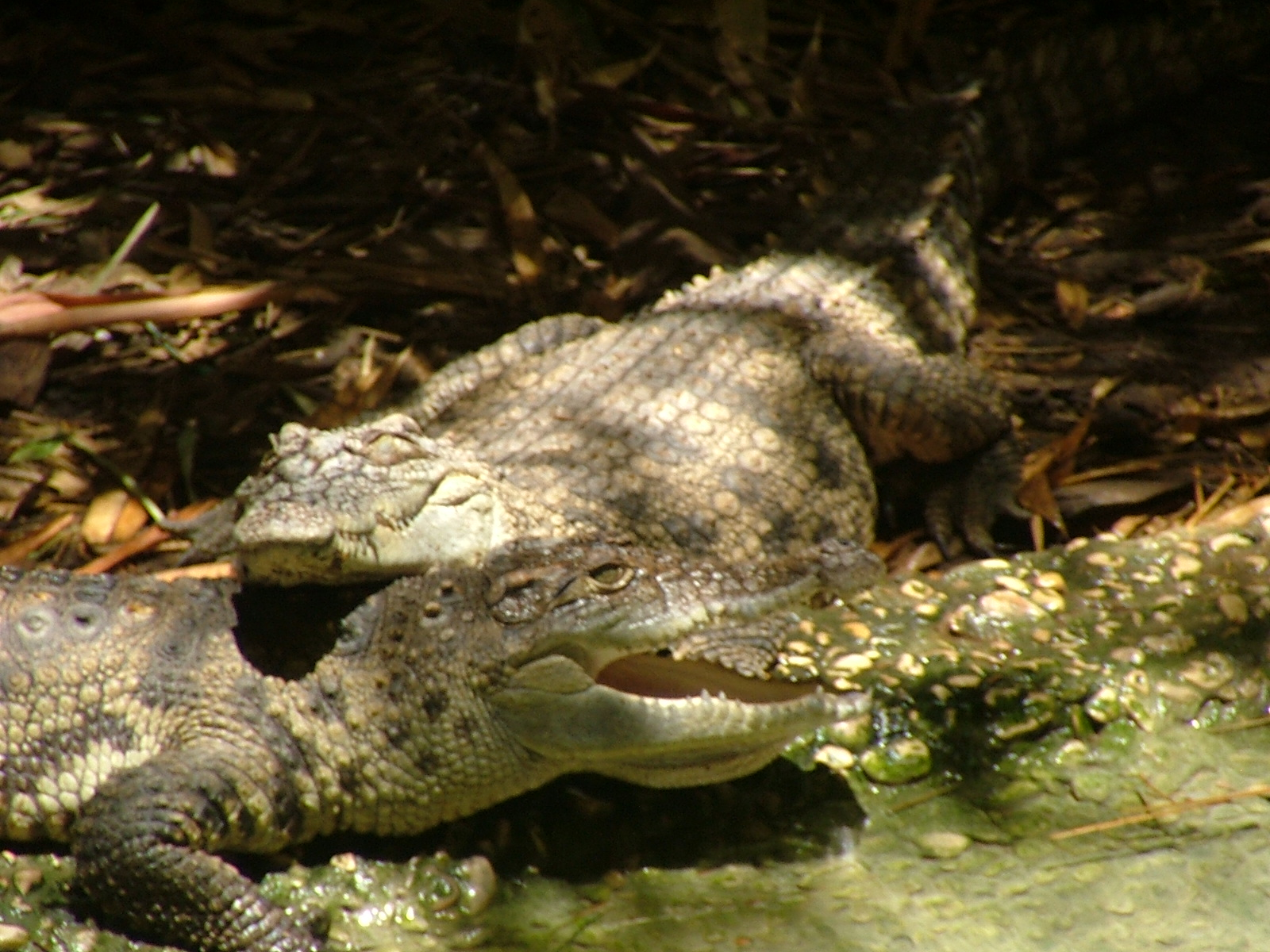
التمساح السيامي، من الزواحف المهددة بالانقراض

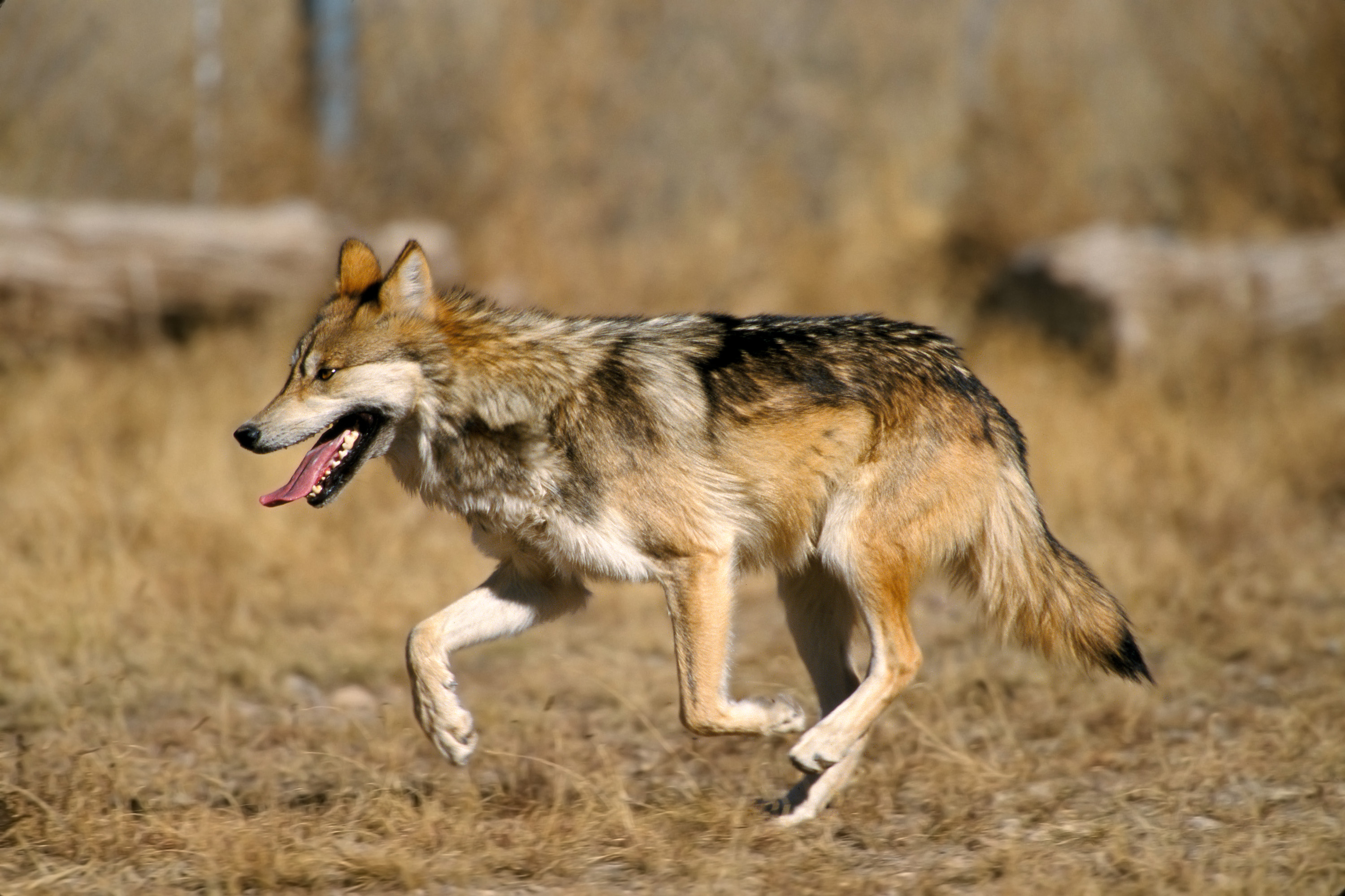
الذئب المكسيكي، أكثر الأنواع المهددة بالانقراض من الذئب الرمادي في أمريكا الشمالية. ما يقرب من 143 يعيشون في البرية.

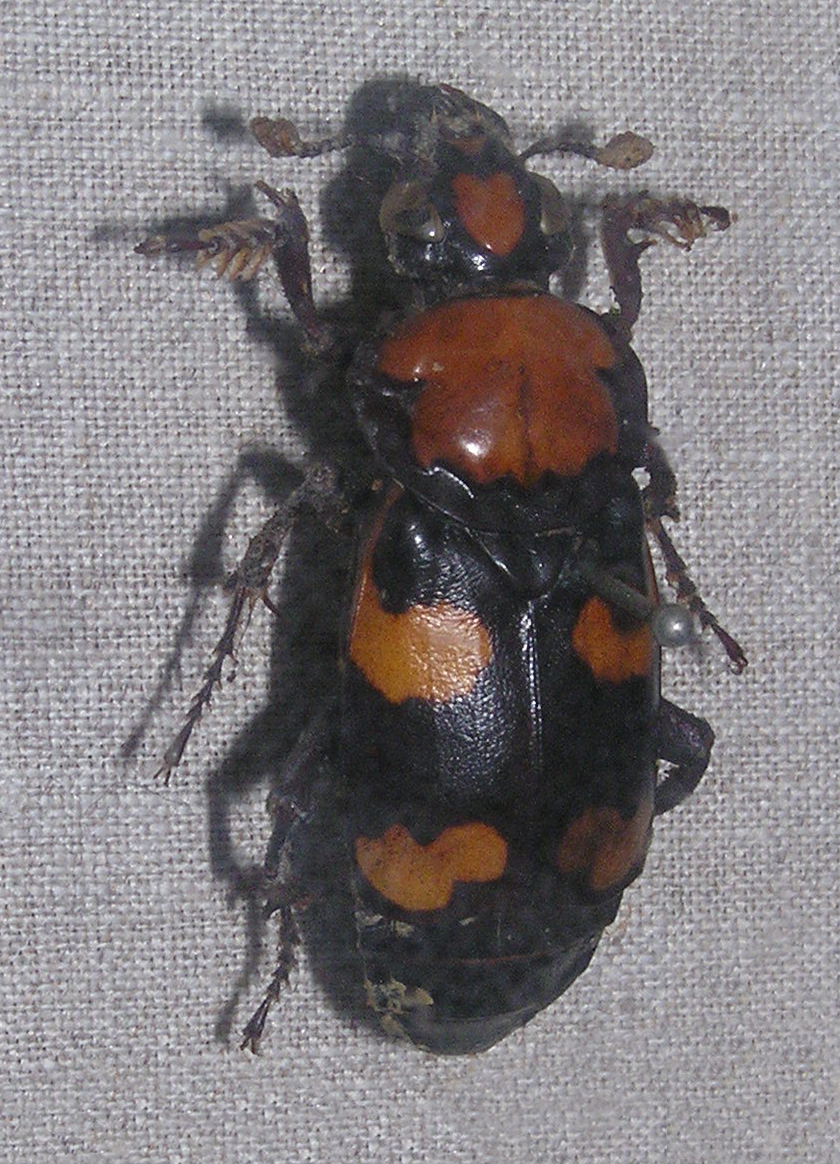
خنفساء الدفن الأمريكية، وهي نوع من الحشرات المهددة بالانقراض

### تدمير المواطن
هناك العديد من الأسباب التي تؤدي إلى انقراض الأنواع أو جعلها مهددة بالانقراض ولكن السبب الرئيسي هو تدمير المواطن (Habitat Destruction) بفعل الأنشطة البشرية. خلال تطور الأنواع معظمها يتكيف للعيش في موطن أو بيئة محددة بحيث تلبي احتياجاتها الضرورية للبقاء. وبدون هذا الموطن لن تستطيع هذه الأنواع العيش أو البقاء. وعند تدمير هذه المواطن لا يمكن بعد ذلك لهذه الأنواع الاستمرار بالعيش في نفس البيئة.
هناك سبب لا يقل أهمية عن تدمير المواطن وهو تجزئة هذه المواطن إلى مساحات صغيرة وعزلها عن بعضها والذي يؤدي إلى إلغاء الاتصال ما بين الأنواع النباتية والحيوانية المتبقية على هذه الأجزاء مما يقلل من تنوعها الوراثي (Genetic diversity) ويجعلها أقل قدرة على التكيف مع البيئة ومع التغيرات المناخية وتكون بذلك معرضة للانقراض بشكل كبير.
وهناك العديد من الأسباب التي تقضي على المواطن الطبيعية أو تجزئها وأهمها:
- التلوث
- تجفيف الأراضي الرطبة
- تحويل الأراضي الحراجية إلى مناطق رعوية
- تدمير الحواجز المرجانية
- بناء الطرق والسدود

### تجارة أنواع الحياة الفطرية
تُشير التقديرات إلى أن العائد السنوي لتجارة أنواع الحياة الفطرية يصل إلى مليارات الدولارات، وأن هذه التجارة تشمل مئات الملايين من أنواع النباتات
والحيوانات. وتتسم هذه التجارة بالتنوع وأنها تمتد من الحيوانات والنباتات إلى أنواع شتى من المنتجات الجانبية المشتقة منها بما في ذلك المنتجات الغذائية والجلدية والآلات الموسيقية الخشبية، والتحف السياحية والأدوية. وقد بدأت هذه التجارة بالظهور منذ بداية القرن السابع عشر وأدت إلى انقراض العديد من الأنواع أو جعلها مهددة بالانقراض. فعلى سبيل المثال الصناعات المعتمدة على الحيتان والتي يتم فيها صيد الحيتان من أجل زيتها ولحمها أدت إلى جعل العديد من أنواع الحيتان على حافة الانقراض. وحيد القرن الأفريقي الأسود أيضاً مهدد بالانقراض بشكل خطير بسبب صيده من أجل قرنه الذي يستعمل كدواء ومقوي.

### إدخال أنواع جديدة إلى البيئة
إن إدخال أحد الأنواع إلى نظام بيئي جديد (Invasion by nonnative Species) يسبب العديد من الأضرار للأنواع الفطرية في هذا النظام البيئي. قد يدخل النوع الأجنبي أو الدخيل إلى نظام بيئي ما بطريق الصدفة أو عمداً ويمكن أن ينافس الأنواع الفطرية الموجودة أصلاً في النظام البيئي أو يرتبط معها بعلاقات افتراس. وقد لا تملك النباتات والحيوانات الفطرية أي وسيلة للدفاع ضد الغزاة والذين قد يقضون على هذه الأنواع أو ينقصون عددها بشكل كبير. تلك الآثار المدمرة هي غالباً غير قابلة للعكس وغالباً ما لا يوجد طريقة لمنع الضرر من الانتشار.

### التلوث البيئي
التلوث البيئي (بالإنجليزية: Pollution) هو عامل آخر مهم مسبب للانقراض. المواد الكيميائية السامة وخاصة مركبات الكلور ومواد الأسمدة والمبيدات الحشرية مثل ثنائي كلورو ثنائي فينيل ثلاثي كلورو الإيثان أصبحت مركزة في السلاسل الغذائية. ويكون تأثير هذه المواد أعظمياً في الأنواع القريبة من قمة الهرم الغذائي. التلوث المائي وارتفاع حرارة الماء عامل مهم أيضاً وقد قضى على العديد من أنواع الأسماك في العديد من المواطن. تلوث الماء بالنفط أيضاً يدمر الطيور الأسماك والثدييات. ويمكن أن يغطي النفط قعر المحيط للعديد من السنوات. بات من المعروف أيضاً أن الأمطار الحامضية الناتجة عن السمية المفرطة للهواء تسبب مقتل الأحياء في بحيرات المياه العذبة وتدمير مساحات شاسعة من أراضي الغابات.

## الجهود المبذولة للحفاظ على الأنواع من الانقراض

### مخبرياً

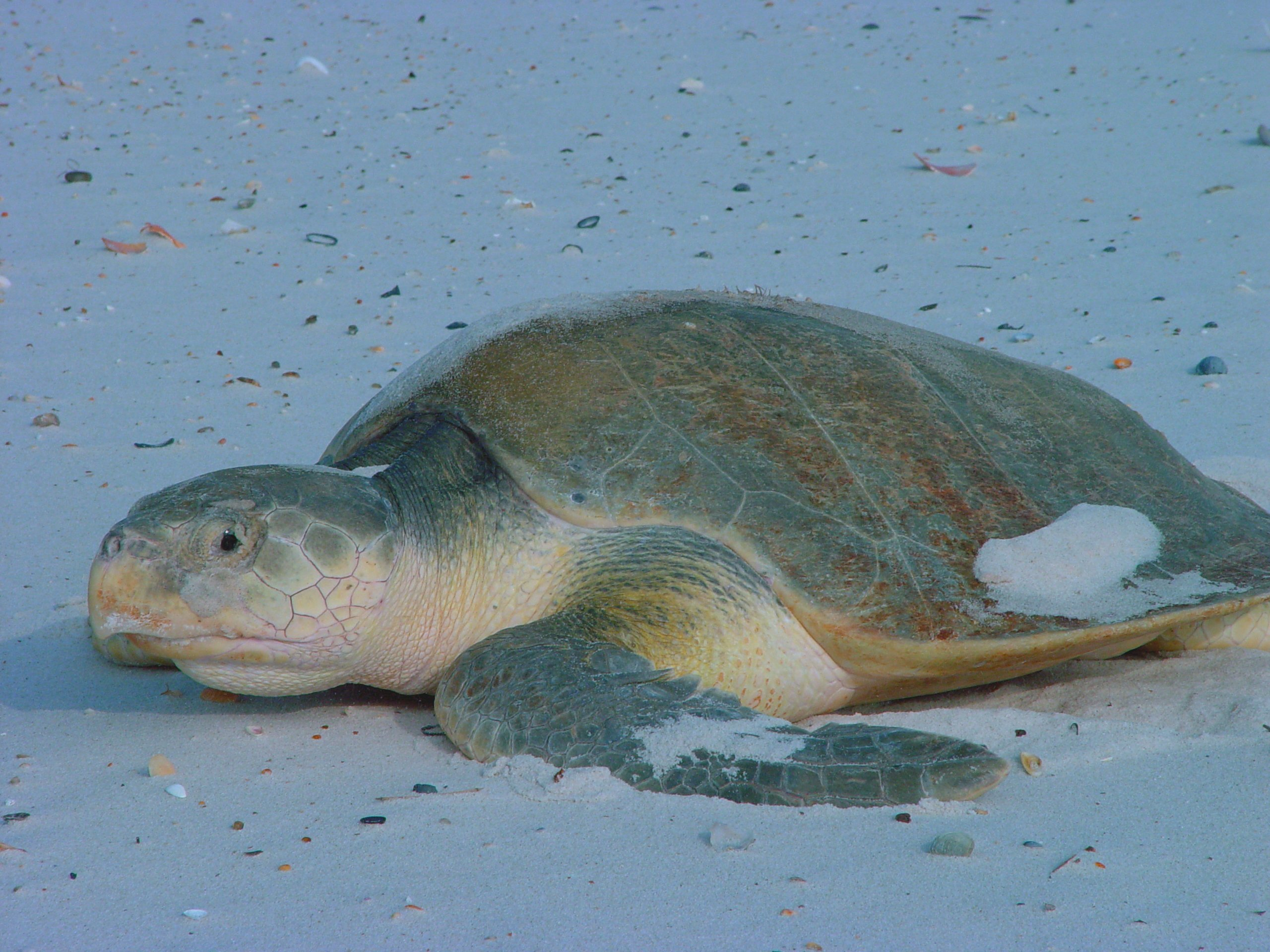
سلحفاة كيمب ريدلي البحرية، من الزواحف المهددة بالانقراض

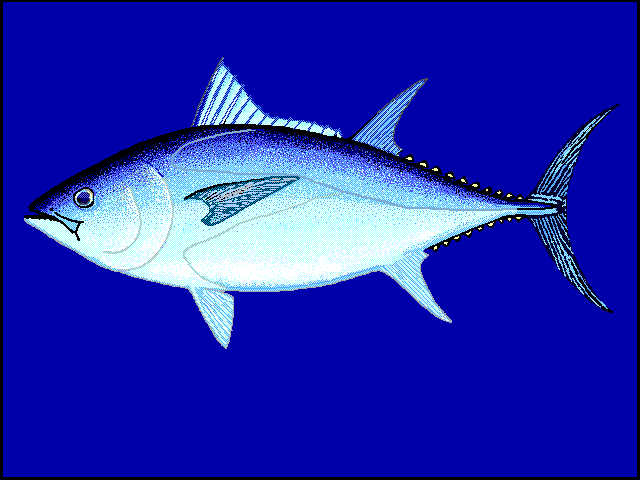
التونة الجنوبية زرقاء الزعانف

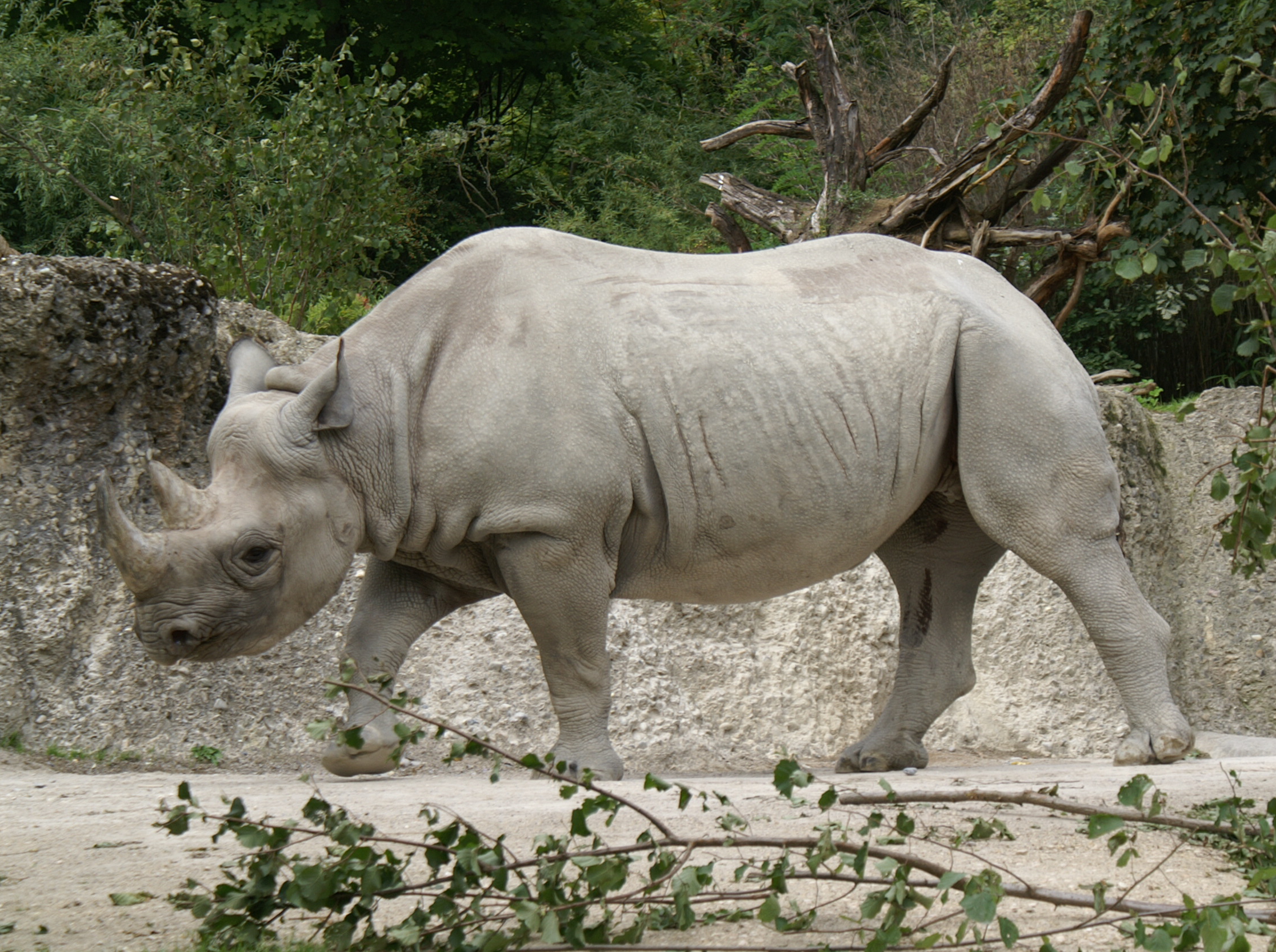
وحيد القرن الاسود.

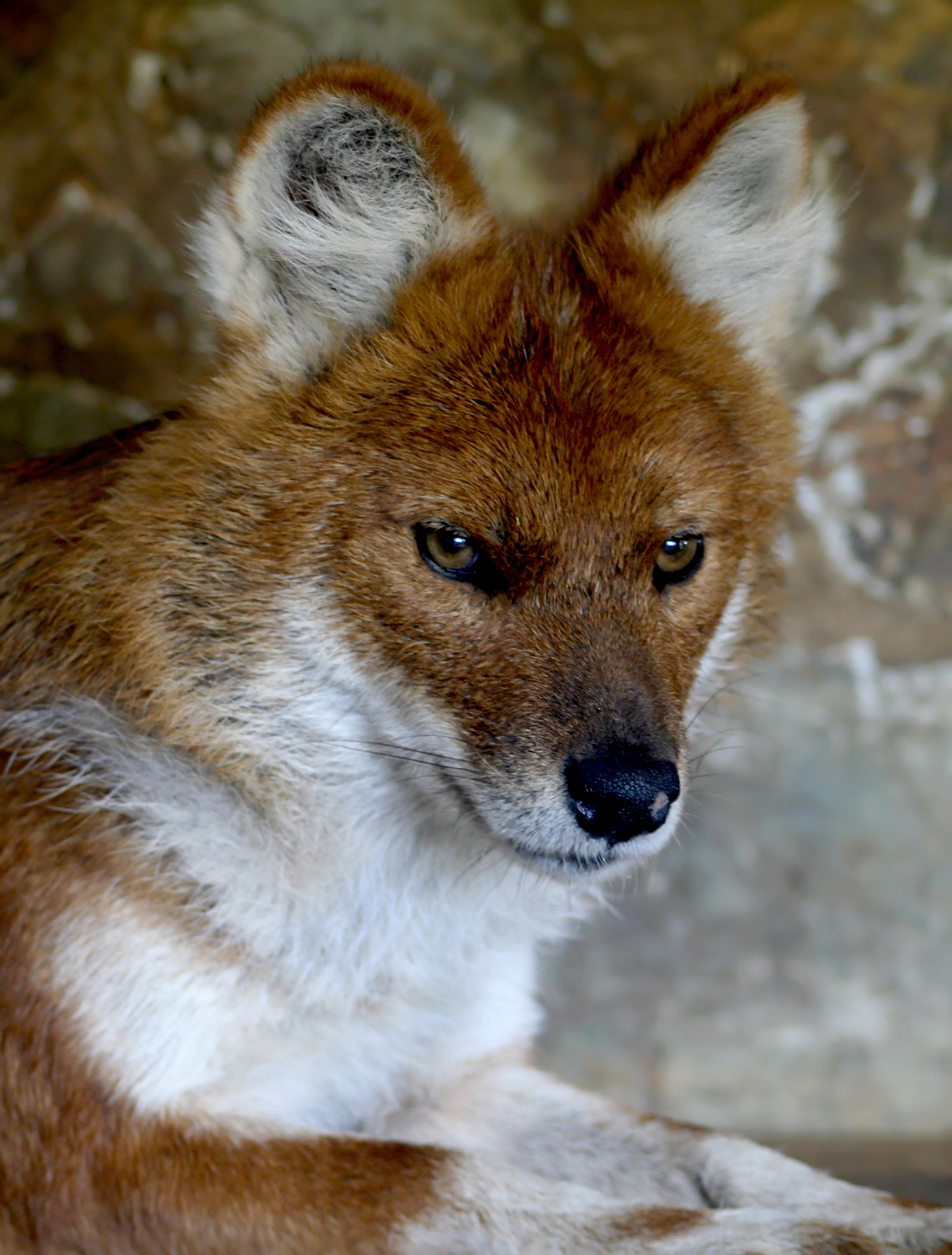
كلب الدول، هو أكثر الحيوانات المفترسة المهددة بالانقراض في آسيا، على وشك الانقراض.

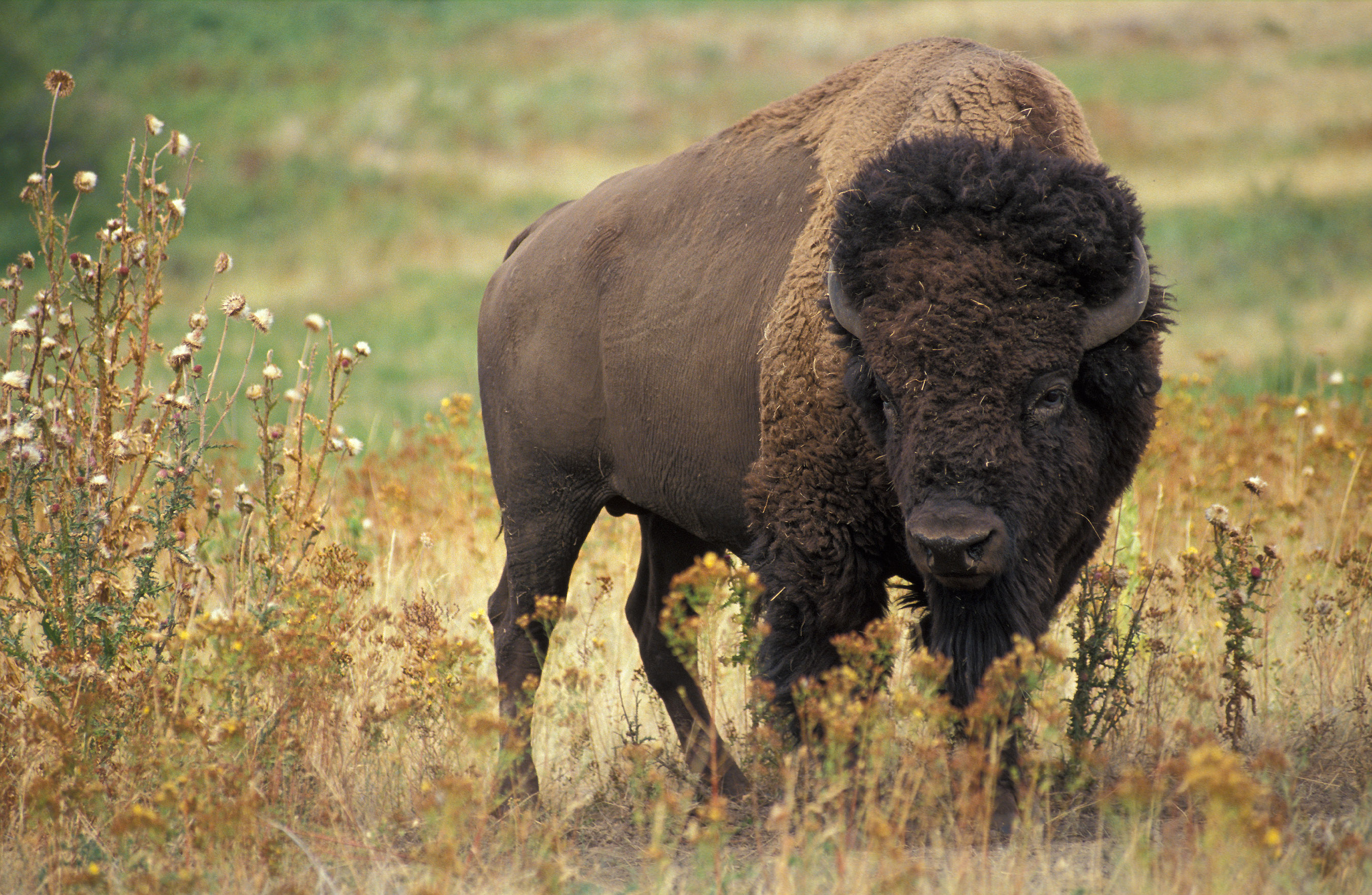
الثور الأمريكي.

أنشئ في بريطانيا بنك للأنسجة لتخزين المواد الوراثية لآلاف الحيوانات المهددة بالانقراض. وسيقوم البنك، بالحفاظ على «شفرات الحياة» لهذه الحيوانات حتى بعد انقراضها.
وسيمكن ذلك الأجيال القادمة من العلماء من فهم المخلوقات التي انقرضت منذ وقت طويل، وقد يساعد أيضا في البرامج المستقبلية للحفاظ على الحيوانات التي يتهددها خطر الانقراض.
ويحظى هذا المشروع بدعم كل من متحف التاريخ الطبيعي وجمعية علوم الحيوان في لندن وجامعة نوتنجهام.
مراحل مشروع سفينة نوح المجمدة:
• يأخذ العلماء حشرات كاملة أو عينات صغيرة من أنسجة الحيوانات حتى لا تهدد حياتها
يمكن تجميد الأنسجة لحفظها
• استخلاص حمض نووي ريبوزي منقوص الأكسجين من عينات الأنسجة، سواء بعد أخذ العينة مباشرة أو بعد تجميدها
• يمكن استخدام DNA لأغراض البحث، التي قد تفضي في أحد الأيام لاستنساخ كائنات منقرضة
• ترسل بعض عينات DNA إلى معامل أخرى كتأمين ضد الضرر أو الفقد
• يمكن تجميد DNA غير المستخدم لفترة قد تمتد لآلاف السنين
ويهدف مشروع «سفينة نوح المجمدة» إلى تخزين نسخة «احتياطية» من الشفرة الوراثية لكثير من الكائنات قبل أنقراضها. وستخزن هذه الشفرات الوراثية في قاعدة بيانات مجمدة، يمكن الرجوع إليها في المستقبل بغرض المعرفة. ومن الناحية العملية، سيستلزم ذلك عملا دؤبا لاستخلاص عينات الأنسجة من الكائنات التي يتهددها خطر الانقراض. ومع الحيوانات الكبيرة الحجم، فقد يتضمن ذلك أخذ قطع صغيرة من الجلد بينما يخضع الحيوان للتخدير. أما مع الكائنات الصغيرة مثل الحشرات، فقد يستلزم ذلك الاحتفاظ بالكائن بأكمله. وبعد ذلك ستنقل عينات الأنسجة إلى معمل سفينة نوح المجمدة (التي سيوزع عدد منها في أنحاء مختلفة من الكرة الأرضية) وتخزن في درجات حرارة شديدة الانخفاض.
وإذا سارت الأمور كما هو مخطط، فإن عينات الحمض النووي الريبوزي DNA) الذي يحوي الشفرة الوراثية قد يظل سليما لعشرات الآلاف من السنين أو أكثر. يقول أحد العلماء المشرفين على المشروع «من المعروف أن (دي إن إيه) يدوم مئة ألف عام عندما يخضع للحفظ في الطبيعة. لكن في ظل ظروف تخزين مثالية قد نتمكن من الحفاظ على العينات لفترة أطول من ذلك.»

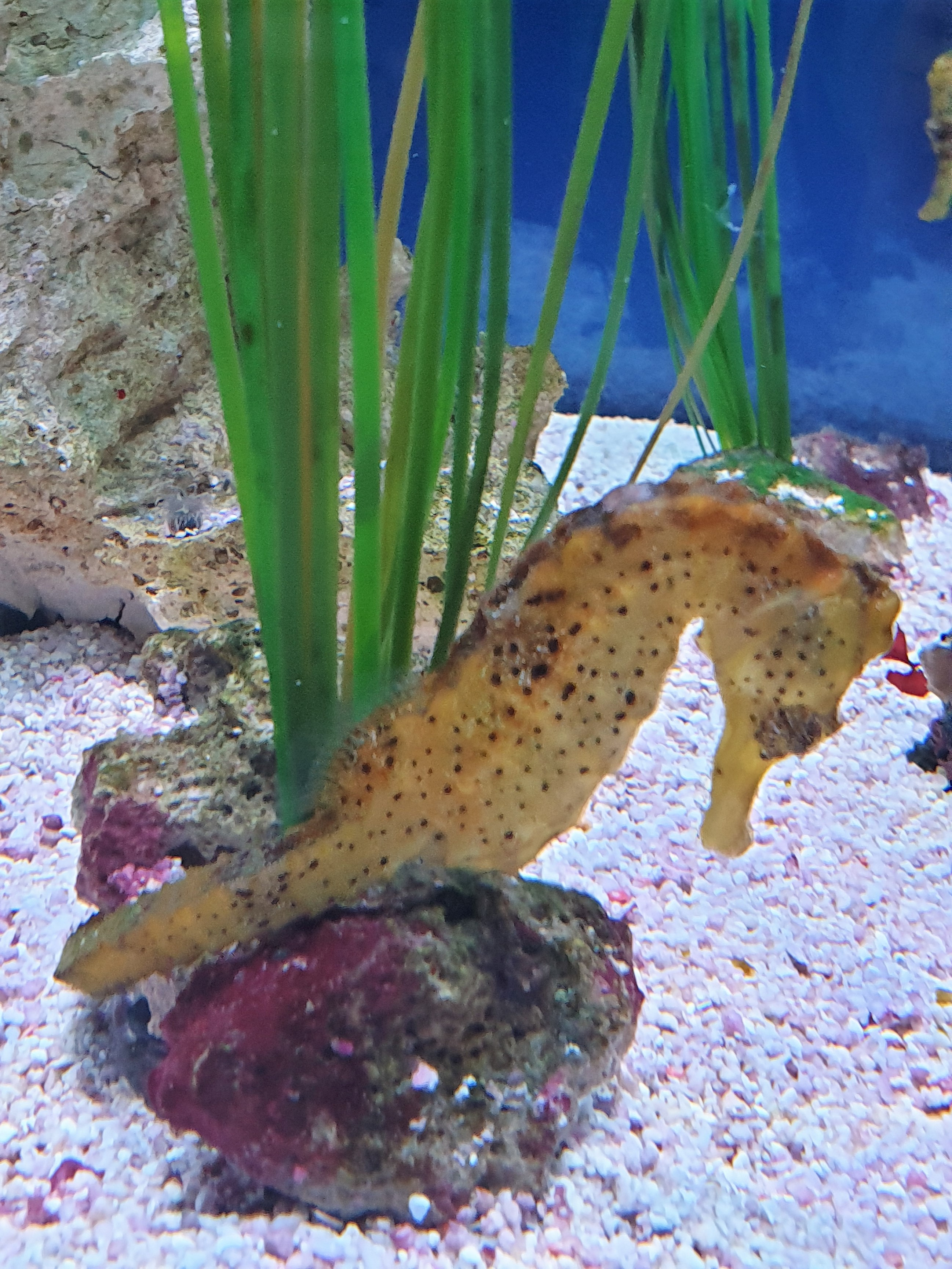
حصان البحر الأصفر

وسيكون حصان البحر الأصفر والمهاة محدبة القرنين وحلزونات بارتولا أول كائنات يتهددها خطر الانقراض تدخل مشروع سفينة نوح المجمدة، بتكلفة تبلغ 200 جنيه استرليني للصنف الواحد.
ويأمل المشروع أن يتمكن من تخزين عينات آلاف من أصناف الكائنات الأخرى، بدء من الثدييات والطيور حتى الحشرات والزواحف. وستعطى الأولوية للكائنات التي يتهددها خطر الانقراض في غضون الأعوام الخمس القادمة. كما حرص منظمو المشروع على الإشارة إلى أنه لن يقتصر على الحيوانات الأليفة والمستأنسة.
الهدف الرئيسي في الوقت الحالي ل«بنك المعلومات الوراثي» هذا هو التأكد من الاحتفاظ بسجل للشفرات الوراثية للكائنات المنقرضة. وما ستستخدم فيه سيصب في مصلحة الأجيال القادمة.
قال أحد منظموا المشروع «يشكل هذا المشروع أداة ضرورية قد تمكنا من دراسة تتابعات الحمض النووي الريبوزي (DNA) للحيوانات المنقرضة في المستقبل.»
وأضاف «لو كان مشروع سفينة نوح المجمدة موجودا في مطلع القرن العشرين لتسنى لنا دراسة حيوانات مثل نمر تسمانيا وتزويدنا بمعلومات قيمة عن العلاقات الوراثية والتطور.»
ولا يعلم أحد أين سترسو سفينة نوح المجمدة في النهاية، لكن بينما تخوض بأرشيفها الثمين عباب المستقبل، فإن الاحتمالات تبدو مثيرة.

### المحميات الطبيعية
وهي مناطق جغرافية تؤمن لها الحكومة الحماية والدعم. بدأت تظهر مع بدايات القرن العشرين ولها أهمية كبيرة في الحفاظ على الأنواع والتنوع الحيوي. وقد كانت حديقة يلوستون القومية في الولايات المتحدة الأمريكية أول حديقة قومية في العالم. وهناك اليوم في مختلف أنحاء العالم، مناطق ريفية أفردت كمحميات للحياة البرية. فالنباتات والحيوانات في هذه المناطق محمية قدر الإمكان من القناصة الآدميين وهواة التجميع، كما يحظر على المستثمرين وشركات البناء تشييد المباني فيها. إن بعض هذه المحميات شاسع يشمل آلاف الكيلو مترات المربعة وبعضها الآخر لا يتجاوز قطع أرض صغيرة لم تطلها يد التطور الحضري بعد.

### دولياً

#### اتفاقية السايتس

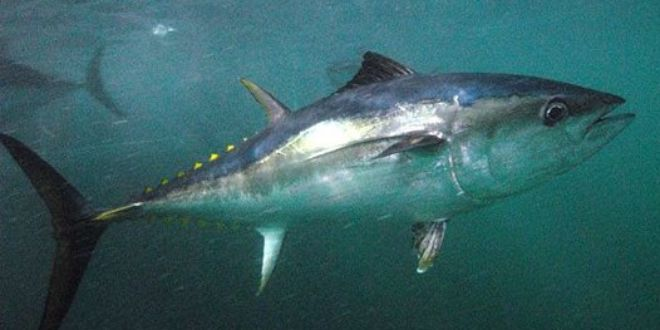
التونة الجنوبية زرقاء الزعانف

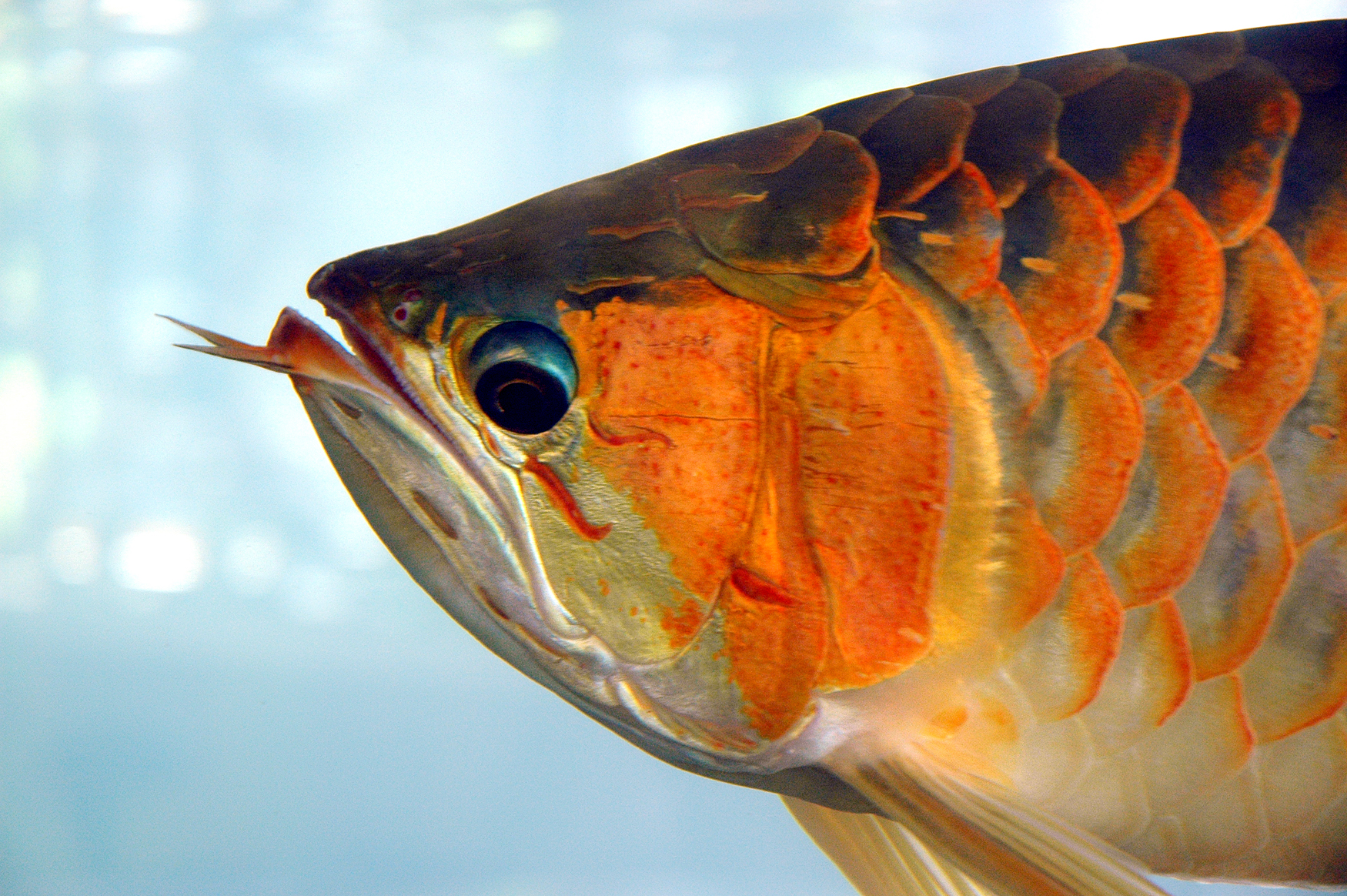
المضبوطة الآسيوية

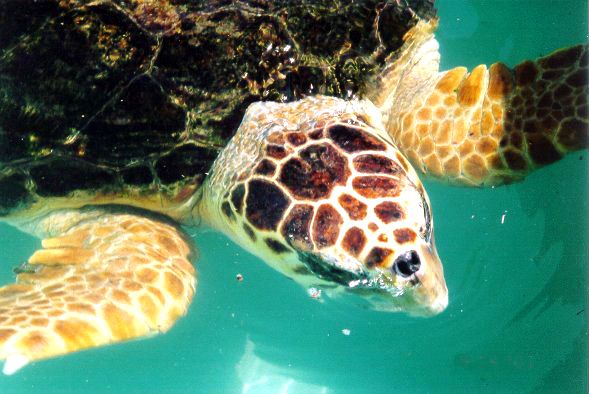
السلاحف البحرية ضخمة الرأس

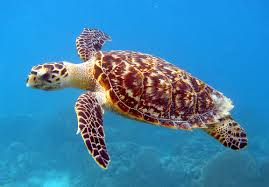
لجأة صقرية المنقار

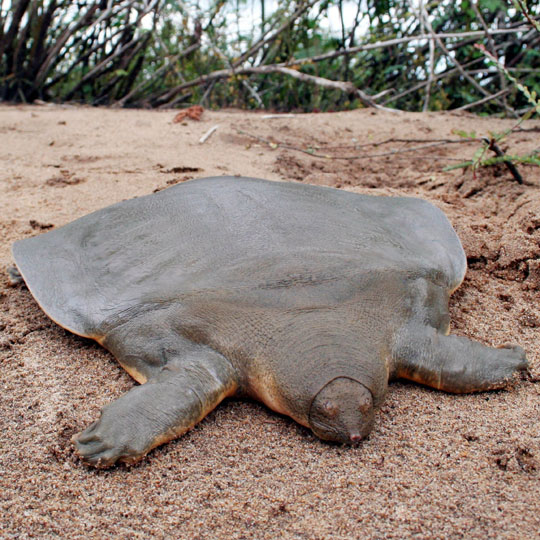
سلحفاة كانتور العملاقة ذات الصدفة الناعمة

اتفاقية السايتس (CITES) هي اختصار للاسم المطول: اتفاقية الاتجار الدولي بالحيوانات والنباتات المهددة بالانقراض (Convention on International Trade in Endangered Species of Wild Fauna and Flora)
وهي عبارة عن اتفاق دولي بين الحكومات، وتهدف إلى وضع الضمانات اللازمة لعدم تهديد التجارة الدولية في هذه الأنواع لحياتها وبقائها. وفي الوقت الذي تبلورت فيه أولى الأفكار الخاصة بالاتفاقية في عقد الستينات، كان النقاش الدولي حول تنظيم تجارة أنواع الحياة الفطرية بهدف الحفاظ عليها ظاهرة جديدة نسبياً، ومع ذلك الإدراك المتأخر فقد كانت الحاجة للاتفاقية بديهية. وتُشير التقديرات إلى أن العائد السنوي لتجارة أنواع الحياة الفطرية يصل إلى مليارات الدولارات، وأن هذه التجارة تشمل مئات الملايين من أنواع النباتات والحيوانات. وتتسم هذه التجارة بالتنوع وأنها تمتد من الحيوانات والنباتات إلى أنواع شتى من المنتجات الجانبية المشتقة منها بما في ذلك المنتجات الغذائية والجلدية والآلات الموسيقية الخشبية، والتحف السياحية والأدوية. وبالنظر إلى ارتفاع معدلات التجارة في بعض أنواع الحيوانات والنباتات واستغلالها، إضافة إلى عوامل أخرى منها فقدان الموطن الطبيعي وغيرها، فإنه من الممكن أن تؤدي كل هذه الأسباب إلى حدوث انحسار كبير في أعدادها بل وإلى التهديد بانقراض بعضها.
ومع أن معظم الأنواع التي تتم التجارة فيها ليست مهددة بالانقراض، إلا أن وجود اتفاقية تضمن استمرار هذه التجارة يُعدّ أمراً حيوياً بهدف حماية هذه الموارد الطبيعية في المستقبل.
ولما كانت التجارة في النباتات والحيوانات تتم عبر الحدود بين الدول بطبيعتها، فإن الجهود الخاصة بتنظيمها تتطلب تعاوناً دولياً بغرض ضمان عدم تعرّض أنواع معينة فيها للاستغلال المفرط. وعليه فقد جاءت اتفاقية الـ (CITES معبرة عن روح التعاون هذه، فهي اليوم تقدم درجات متباينة من حماية ما يربو على الـ 30 ألف نوع من النباتات والحيوانات (حوالي 5000 نوع من أنواع الحيوانات و25000 نوع من النباتات) سواء تم الاتجار بها باعتبارها أنواعاً حية أو كانت فرواً أو أعشاباً مجففة.
ومن الناحية الفنية فقد صيغت مسودة لاتفاقية CITES نتيجة لتبني قرار في عام 1963 لأعضاء الاتحاد الدولي لحماية البيئة الاتحاد الدولي لحفظ الطبيعة، ثم الاتفاق على نص الاتفاقية في نهاية الأمر داخل اجتماع ضمً مندوبي 80 دولة عُقد في 3 مارس 1973 بالعاصمة الأمريكية واشنطن، ودخلت الاتفاقية إلى حيز التنفيذ اعتباراً من أول يوليو 1975.
والسايتس عبارة عن اتفاقية دولية تتبناها الدول طواعية، وعلى الرغم من أنّ الاتفاقية تعد ملزمة من الناحية القانونية للدول الأطراف (الدول الموقعة), أي بعبارة أخرى تلزم الدول المعنية بتطبيقها، إلا أنها لا تحل محلّ القوانين الوطنية المحلية المتعلقة بهذه الموضوعات. وبدلاً عن ذلك توفر الاتفاقية إطاراً يجب احترامه من جميع الأطراف التي عليها أن تتبنى تشريعاتها المحلية الخاصة والكفيلة بتوفير الضمانات اللازمة بتطبيق اتفاقية CITES على المستوى القومي أو الوطني.
ومنذ أن دخلت اتفاقية معاهدة التجارة العالمية لأصناف الحيوان والنبات البري المهدد بالإنقراض إلى حيز التنفيذ منذ سنوات، لم يحدث أن تعرّض نوع من الأنواع للانقراض بسبب التجارة، وذلك بالنظر إلى ما تقدمه الاتفاقية من حماية لتلك الأنواع، وتتمتع الاتفاقية اليوم بعضوية 162 دولة، مما جعل منها أكبر اتفاقية دولية على الإطلاق لحماية الحياة الفطرية.
مبدأ عمل اتفاقية CITES
طريقة عمل السايتس تتم وفقاً لإخضاع التجارة الدولية لدرجة معينة من السيطرة وذلك في أنواع حيوية معينة مختارة. وتتطلب هذه السيطرة تقنين كافة عمليات الاستيراد والتصدير وإعادة التصدير الخاصة بالتنوع الهائل لتلك الأنواع التي تغطيها نصوص اتفاقية CITES عبر نظام للترخيص.
والجدير بالذكر أن هناك منظمات عالمية معروفة دولياً تعمل من أجل ضمان عمل السايتس على مستوى العالم وهي الانتربول، منظمة الجمارك العالمية، برنامج الأمم المتحدة للبيئة، ومنظمات أخرى غير حكومية.
كما تتعاون CITES بشكل مباشر مع عدد معين من الاتفاقيات، منها اتفاقية التنوع البيولوجي CBD، اتفاقية بازل BASEL، رامسار Ramsar، اتفاقية الأنواع المهاجرة CMS، الاتفاقية الدولية لتنظيم صيد الحيتان. وقد يطال هذا التعاون نواح مشتركة من العمل كالتدريب على العمل في الجمارك المشتركة، والتوفيق بين التشريعات. أما الأنواع التي تغطيها اتفاقية CITES فقد أعدت بها قوائم أدرجت في ثلاثة من ملاحق الاتفاقية بحسب درجة الحماية التي يتطلبها أي نوع:
• الملحق الأول: يتضمن الأنواع المهددة بالانقراض، ولا يسمح بممارسة التجارة في هذه الأنواع إلا في ظروف استثنائية. وهي تضم حوالي 600 نوع حيوان، وما يقارب 300 نوع نبات.
• الملحق الثاني: يتضمن أنواعاً ليست مهددة بالانقراض بالضرورة، إلا أنه يجب فرض قيود على الاتجار بها بهدف تفادي الاستخدام غير الملائم لبقائها. وتضم أكثر من 1400 نوع حيوان وأكثر من 22000 نوع من النباتات.
• الملحق الثالث: يشمل أنواعاً تتمتع بالحماية في بلد معين، لكنه يتطلب مساعدة الدول الأخرى الأطراف في اتفاقية CITES في ضبط التجارة بهذه الأنواع. وتضم حوالي 270 نوع حيوان و7 أنواع من النباتات.حيث أن بعض الدول قد تطلب أن يكون هذا الصنف مُهدّداً بالانقراض عندها، ولكنه موجود في دول أخرى.

#### سوريا
حسب المكتب الإحصائي للأمم المتحدة، فإنه يوجد 26 نوعاً مهددة بالانقراض في سورية 17 من المملكة الحيوانية و9 من المملكة النباتية. وقد اتخذت سورية العديد من الإجراءات للحفاظ على الحيوانات المهددة بالانقراض كان آخرها الإجراءات المتخذة لحماية طائر «أبو منجل الأصلع» الذي تم اكتشافه في منطقة تدمر الصحراوية من الانقراض.
وتم اكتشاف هذا الطائر من قبل مواطنين سوريين عن طريق المصادفة أثناء قيامهما بعملية مسح ورصد طيور منطقة تدمر والتنوع الحيوي ضمن مشروع إحياء المراعي. عدد طيور أبو منجل الأصلع في العالم تتراوح ما بين 200 -300 طائر متواجدة في المغرب وتركيا وسورية واليمن والسنغال.
وجد منها خمس في سورية ويعتقد أن هذه الطيور الخمسة هي الوحيدة المتبقية في العالم لا تزال تحفظ مسار خط هجرتها التاريخي حيث تبدأ بالقدوم إلى تدمر السوري في فبراير وحتى يوليو من كل عام.
وقد صدر في سورية العديد من القوانين والتشريعات التي تهتم بالحفاظ على البيئة والتنوع الحيوي وحماية الأنواع من الانقراض كان أهمها:
مضمون التشريع العام نوع التشريع
- تنظيم صيد الأحياء المائية 1964 مرسوم تشريعي (30)
- ينظم استغلال الأراضي الغابوية 1966 قانون رقم 7
- تنظيم صيد الحيوانات البرية والطيور اللامملوكة 1970 مرسوم تشريعي رقم 156
- تنظيم استيراد وتصدير الثروة الحيوانية 1979 قانون رقم 247
- منع الصيد لخمس سنوات 1994 قرار رقم 40
- ينظم استغلال الحراج 1994 قانون رقم 87
- ينظم حقوق الانتفاع بالأحطاب والأخشاب 1994 قرار 38/ت
- تمديد منع الصيد لمدة خمس سنوات 1999

##### المحميات الطبيعية
شهدت فترة التسعينات إصدار العديد من القرارات التي تعتبر العديد من المواقع كمحميات طبيعية برية أو مائية (بحرية وعذبة)، حيث تحرم هذه القرارات كل النشاطات البشرية المخربة للمواقع واقتصرت النشاطات على الأغراض العلمية فقط. أهم هذه المحميات:
- محمية الشوح والأرز: المحافظة: اللاذقية المساحة: 1350 هكتاراً مع اقتراح التوسع إلى 20000 هكتار من خلال المشروع الذي انطلق تنفيذه فيها.
- محمية بوغابة: محمية تقع على مقربة من مدينة القنيطرة المغرب، تبلغ مساحة المحمية الإجمالية 650 هكتارا مكسوة بالغابة، و110 هكتارات تغطيها بحيرة ذات ماء عذب. يقطنها أكثر من 205 أنواع من الطيور، منها 137 نوعا بصفة مستمرة و37 نوعا قاريا. تتواجد فيها أنواع من الشجر والحيوانات التي عاشت منذ مليوني سنة حية موجودة بالمكان. تعتبر بحيرتها آخر بحيرة للمياه العذبة الجوفية بالشاطئ الغربي للمغرب.
- محمية جبل عبد العزيز: المحافظة: الحسكة. المساحة: 4220 هكتاراً.
- محمية جزيرة الثورة في بحيرة الأسد المحافظة: الرقة[ ؟ ] (الجهة الشرقية الجنوبية من بحيرة الأسد). المساحة: 590 هكتاراً.
- محمية غابات الفرلق: المحافظة: اللاذقية. المساحة المعلنة: 1500 هكتار.
- محمية رأس البسيط المحافظة: اللاذقية. المساحة: 3000 هكتار.
- محمية أم الطيور (محمية شاطئية بحرية). المحافظة: اللاذقية. المساحة: 1000 هكتار
- محمية البلعاس

وبالرغم من الجهود الوطنية المبذولة في حماية التنوع الحيوي إلا أن إقامة المحميات الطبيعية بالمفهوم الحديث والشامل والذي يتم به مشاركة السكان المحليين في تنفيذ الحماية ما زالت في بدايتها.

## بعض أنواع الحيوانات المهددة بالانقراض

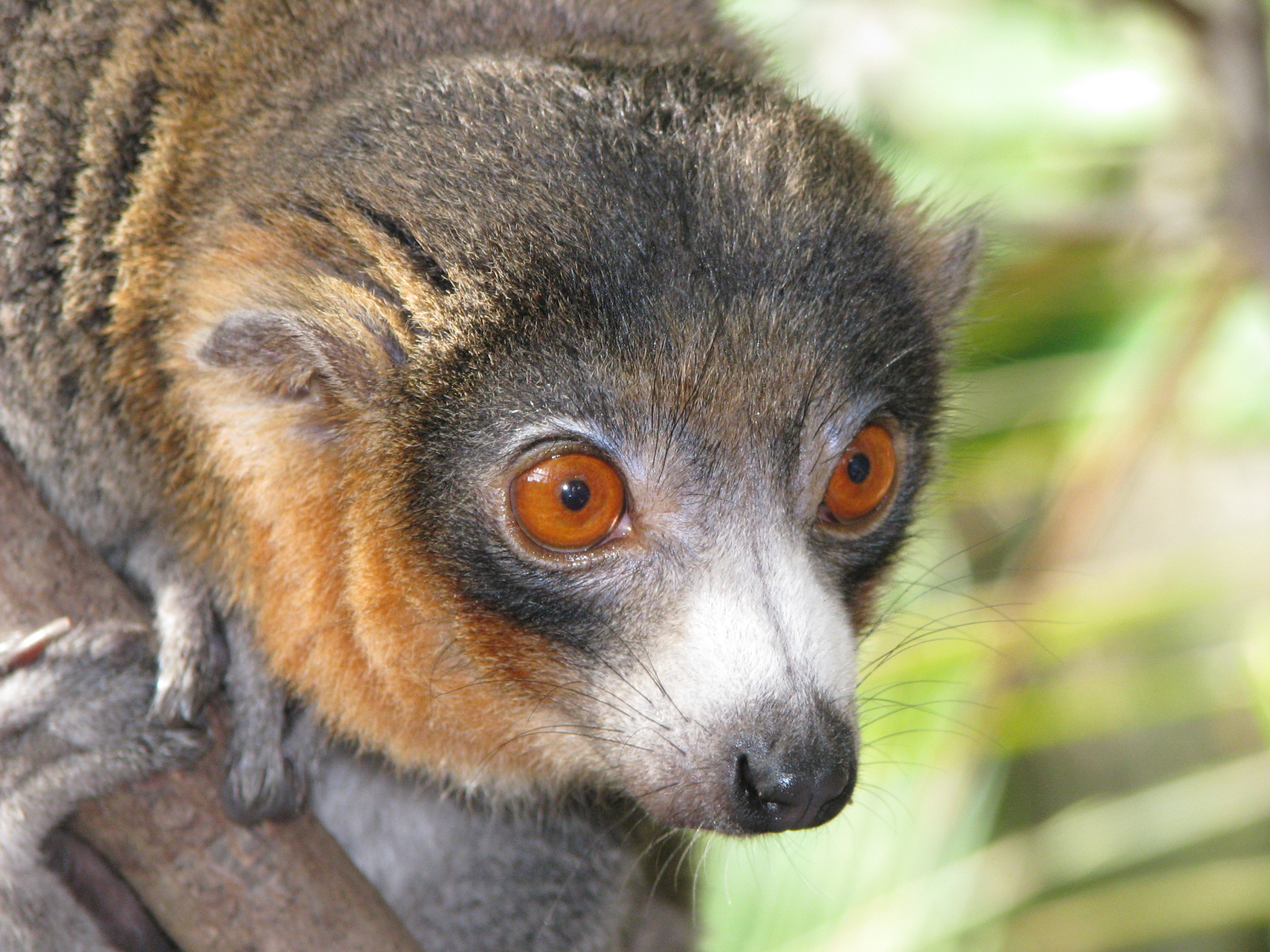
الليمور.

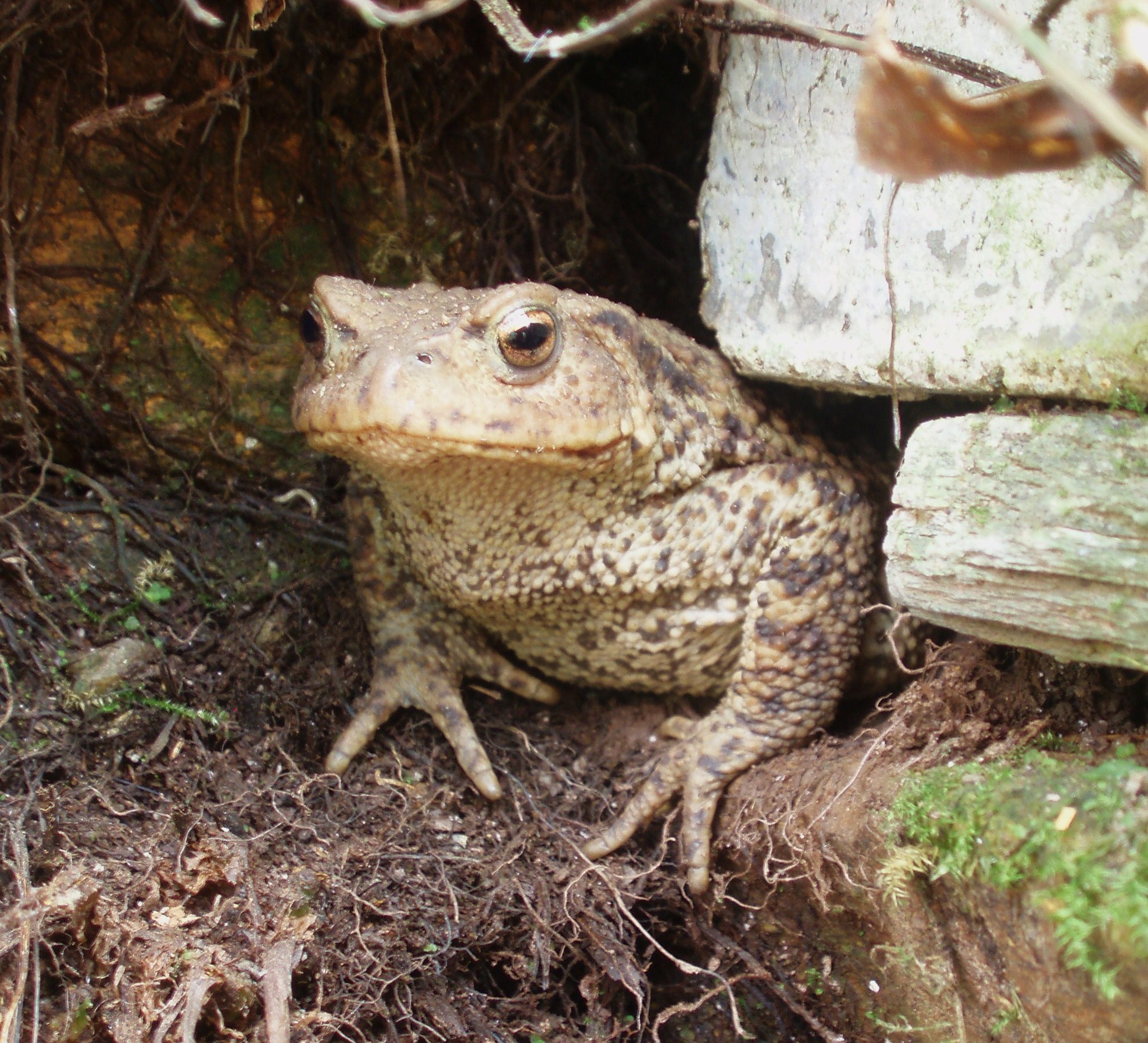
ضفدع الطين.

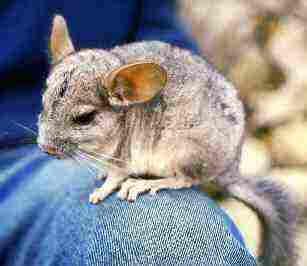
الشِنشيلة.

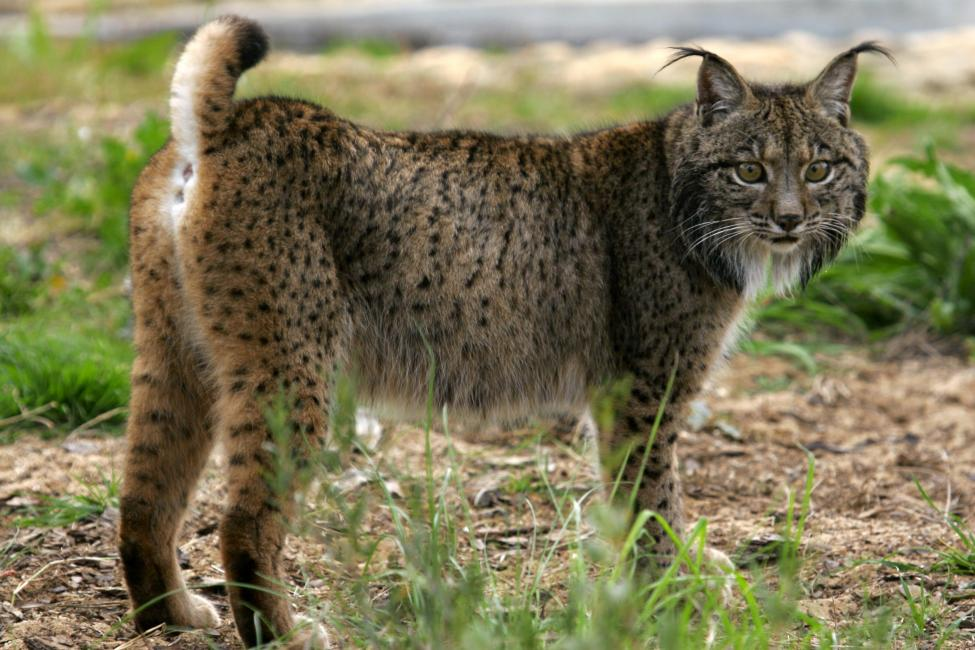
الوشق الأيبيري

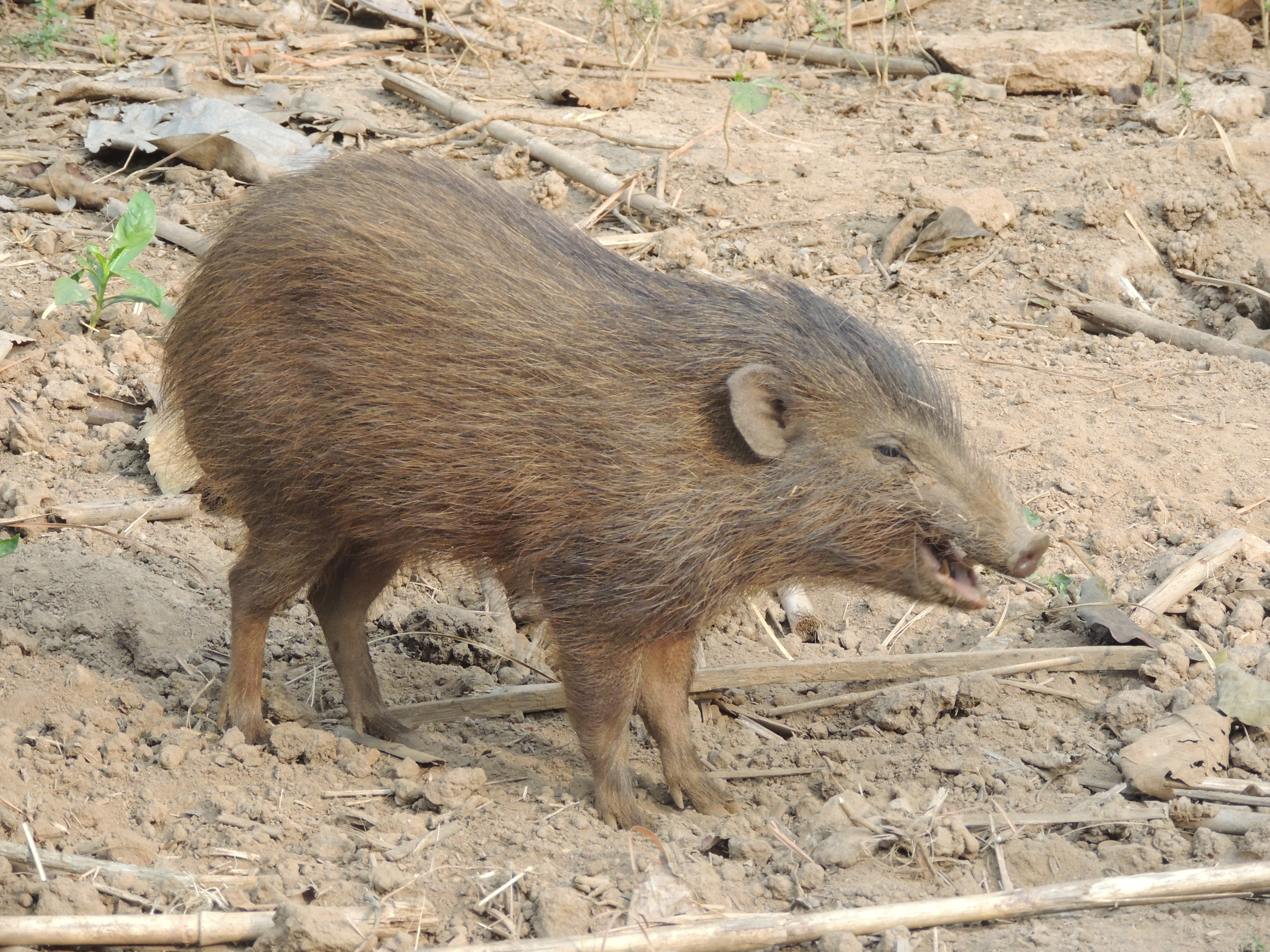
الخنزير القزم.

أنواع الحيوانات المهددة بالانقراض، يعود في غالبية هذا التهديد إلى التدخل البشري السّلبي والغير المسؤول، إما بشكل مباشر أو غير مباشر، ويمكن أن نذكر أربعة أسباب رئيسية:
- حيوانات مهددة بالانقراض بسبب الاصطياد: انقرضت عدة أنواع من الحيوانات وبعضها مهدد بالانقراض بسبب التعرض للاصطياد بشكل كبير من طرف الإنسان، وفي كثير من الأنواع قضى عليها الإنسان أو جعلها في قائمة الحيوانات المهددة بالانقراض بسبب الجشع الربحي كاستعمال فرائها في صناعة الأزياء للتباهي والتفاخر، أو فقط من اجل ممارسة الصيد بدافع التسلية فقط وليس الفائدة والتغذية، كما هو الحال مع طائر دودو في جزيرة موريس، وكما كان بعض هواة القنص والاصطياد الجائر يلاحقون الدببة البيضاء في المناطق القطبية بالهيلوكابتر ورميها بالرصاص ولولا تدخل الجمعيات التي تهتم بالبيئة وحقوق الحيوان في مكافحة هذا العبث لانقرض منذ زمن بعيد.
- حيوانات مهددة بالانقراض بسبب تجميع واستغلال البيض: لا يجب التقليل من جدّية هذا الخطر، والأنواع المهددة بسبب هذا الخطر تتمثل في تلك الأنواع التي اعتادت على وضع بيضها في أماكن محددة ومعروفة، كبعض السلاحف والطيور البحرية. مما يجعل بيوضها دائما مهددة بالزوال. ومنها على سبيل المثال سمك الحفش الذي يعدّ بيضه الكافيار caviar من المواد الغذائية الباهظة الثمن. مما يجعل بعض الصيادين إلى قتل إناث هذا النوع لاستخراج البيض من جوفها.
- حيوانات مهددة بسبب تدمير الوسط الطبيعي: هناك عدة أنواع من الحيوانات مهددة بسبب التدخل البشري في الوسط الطبيعي وتدميره، وذلك بسبب عدم قدرتها على التكيف والتأقلم مع الوسط الجديد وهو أشد وأعقد المشاكل التي يصعب معالجتها كما هو الشأن بالنسبة للأنواع المهددة بالانقراض بسبب الصيد والقنص
- حيوانات مهددة بسبب انتشار الامراض والأوبئة: ونقصد هنا بالأمراض التي تأتي من الخارج البعيد عن الوسط الطبيعي لأنواع الحيوانات في البراري حيث تكون أكثر فتكا لأن الحيوانات لا تكون مهيأة مناعيا لمقاومتها والتغلّب عليها عبر الزمن.
- حيوانات مهددة بسبب الافتراس: انقرضت عدة أنواع حيوانية بسبب وجود فصائل حيوانات مفترسة عدوة أو بسبب أنواع عدوة تستهل بيضها. والإنسان يمكنه التدخل إيجابيا للحفاظ عليها من الانقراض عن طريق إعادة التوازن بشكل من التقنيات المدروسة من طرف المختصين في علم البيئة (الإيكولوجيا) وهو مسئول بشكل غير مباشر عن هذا النوع من الأسباب، فالحيوانات المفترسة ليس غريبة عن الوسط الطبيعي لهذه الأنواع، ولكن قسما منها حمله معه الإنسان إلى بيئات مختلفة أو منعزلة وأفلتت من سيطرته. وعاد البعض منها إلى التوحش في تلك البيئات كالكلاب والقط والثعالب التي أصبحت تهاجم بعض الأنواع من الحيوانات في مناطق وجزر منعزلة فتدخل بعض الحيوانات على السلسلة الغذائية المختلفة فتشكل عبئا وضغطا على إحدى الأنواع مما يهدد السلسلة الغذائية ويؤثر في الوسط الإيكولوجي برمّته. ومن الأمثلة نذكر جزيرة وقارة أستراليا، ونسوق مثال لذلك مع الفئران والجرذان التي دخلت هذه القارة واكتسحتها بسبب غياب منافس قوي لها وفرضت نفسها بسهولة على سائر الحيوانات المسالمة الأخرى، وتسببت بمشاكل خطيرة في المنطقة كانت كارثية على القارة المنعزلة.

هناك أكثر من 800 نوع من الحيوانات مهددة بالفناء والانقراض وهناك جمعيات تتابع أمر الإبقاء عليها وتحتاج إلى دعم مادي ومعنوي للنجاح بمقصدها.
وتتجلّى نوعية التهديد الذي يلاحقها:
- خنزير آسام البري يوجد فقط الآن في أقليم آسام بالهند، وهو يوجد بأعداد قليلة ويواجه الفناء
- حيوان الليمور الذي يعيش منه حاليا 30 حيوان في جزيرة مدغشقر ولا وجود له في أي مكان آخر في العالم
- سلحفاة الغابة، لم يبقَ منها سوى 1000 سلحفاة فقط تعيش في منحدرات الأنديز بكولومبيا بعد تسارع قطع أشجار الغابات وإتلاف بيئتها التي تعيش فيها
- ضفدع الطين يوجد فقط في جزيرة مايوركا، ومن عادة هذا الحيوان حمل الذكر البيض المخصب على ظهره حتى يفقس، ومن أسباب انقراضه الأمراض والاعتداء على البيئة التي يعيش فيها
- ببغاء البراكيت الصغير لم يبقَ منه سوى 200 طائر في جنوب غرب جزيرة مورشيوس وذلك بسب فقدانه لغذائه الذي تشاركه فيه فئران الجزيرة في طعامه وتدفعه إلى الموت جوعا
- الخفاش ذو الذيل المسطح، من المخلوقات التي تسببت الحضارة والسياحة واعتداء الإنسان على البيئة الاعتيادية لمعيشته مما ساعد في قرب انقراضه، فلم يبق منه الآن سوى 100 فقط
- باندا عملاقة: الباندا من الحيوانات الأكثر لطفا وجملا ويعرف أيضا باسم الباندا العملاقة، هو من الحيوانات الأكثر ندرة، أصله من غابات (سيشن) الموجودة بالصين، يعيش ويتكاثر في المناطق الجبلية هناك، حيث يتوفر غدائه الرئيسي المحبب بكثرة، والذي هو عبارة عن أشجار (الخيزران)؛ بالإضافة إلى أنواع القصب المتوفرة في تلك المناطق.
- شنشيلا: من القوارض وهو أكبر قليلا وأكثر قوة من سناجب الأرض. موطنها الأصلي جبال الأنديز، في أمريكا الجنوبية، يتم اصطيادها بسبب فرائها الثمين.
- الوشق الإيبيري: من السنوريات صغيرة الحجم، يشبه في شكله بقية الأوشاق، له ذيل قصير وطوق من الفرو تحت الذقن. ومعطف سميك يوفر له الدفء أثناء المواسم الباردة. كان يعيش على كامل شبه الجزيرة الإيبيرية، أما الآن فيقتصر على مناطق منحصرة في شبه الجزيرة الإيبيرية.
- حصان برزوالسكي: يتواجد في منغوليا فقط وكان يعيش في مناطق آسيا الوسطى لكن توسع المدن والمصانع أدّى إلى انحسار تواجده في منغوليا.